# Monestir de Leire
El Monestir de Leire o de Salvador de Leyre es troba a Navarra al peu de la Serra de Leire i és d'estil romànic primerenc. A l'església, dins una gran urna de fusta amb les restes dels primers reis de Pamplona, antecedents dels reis de Navarra, dos dels quals foren també comtes d'Aragó.
Es troba documentat des del segle ix. Va ser fundat seguint l'orde benedictí però després va passar al Cister. La desamortització de Mendizábal va fer que el 16 de febrer de 1836 es tanqués el monestir i es va posar a la venda sense que ningú el comprés.
El 1867 l'església de Leire va ser declarada Monument Nacional i es va reobrir al culte el 1876. Actualment pertany a la Comunitat Foral de Navarra que l'ha cedit als benedictins.
És molt coneguda la llegenda de l'abat anomenat Virila de Leire, que va dormir durant 300 anys per així comprendre el misteri de l'eternitat.

## Panteó reial
El monestir fou usat pels reis de Pamplona com a panteó dinàstic. Quan fou desamortitzat el 1836, fou abandonat i les restes reials quedaren a l'església. El 1863, les arquetes reials foren profanades i les restes quedaren disperses per terra, fins que el maig del mateix any foren recollides pel rector i l'alcalde de Yesa, que trobaren les fustes amb els rètols de les arquetes, corresponents a les persones reials enterrades. A més, el 1613 s'havia confegit la llista d'aquestes al necrologi del monestir.
Les restes, reunides, foren col·locades en una urna de fusta i ferro i, quan l'església tornà al culte, retornades al monestir. Segons la llista anterior, l'urna conté restes de:
- Ènnec I de Pamplona Arista, primer rei de Pamplona (852), i la seva esposa Ximena
- Ximè Iñiguez i el seu fill Ènnec Ximenis (mort 842), segons tradicions dubtoses, també reis; sembla que els documents en què es basen aquestes tradicions eren falsos
- Garcia I Iñíguez (870), rei de Pamplona
- Fortuny Garcés (905), rei de Pamplona.
- Sanç Garcés I de Pamplona (925), rei.
- Garcia Sanxes I de Pamplona, rei de Pamplona (925-970) i comte d'Aragó (943-970)
- Sanç Garcés II de Pamplona Abarca, rei de Pamplona (970-994) i comte d'Aragó (943-994).

A més de diferents prínceps i sis reines més, probablement esposes dels monarques enterrats.

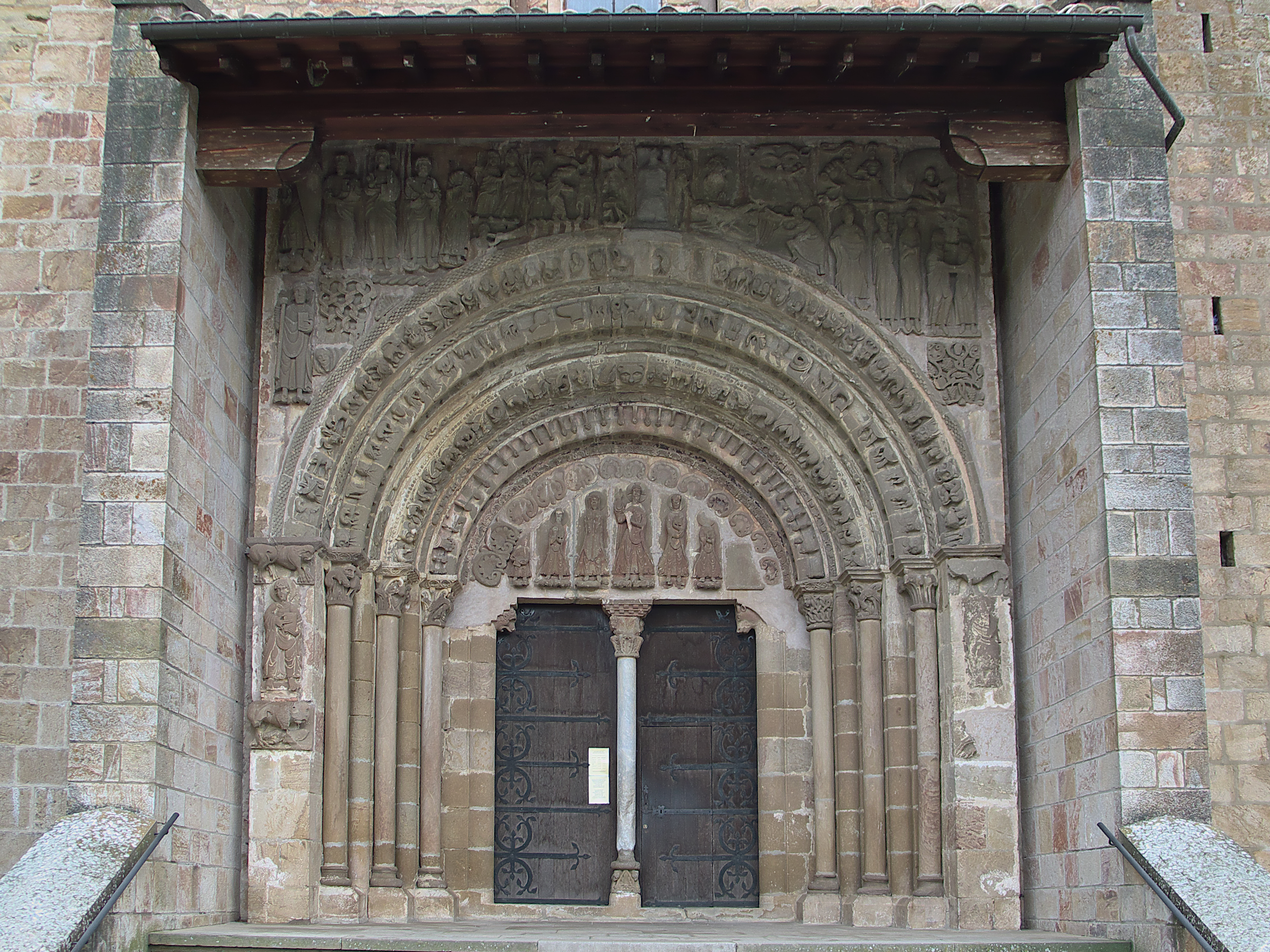
Porta Speciosa, entrada a l'església superior
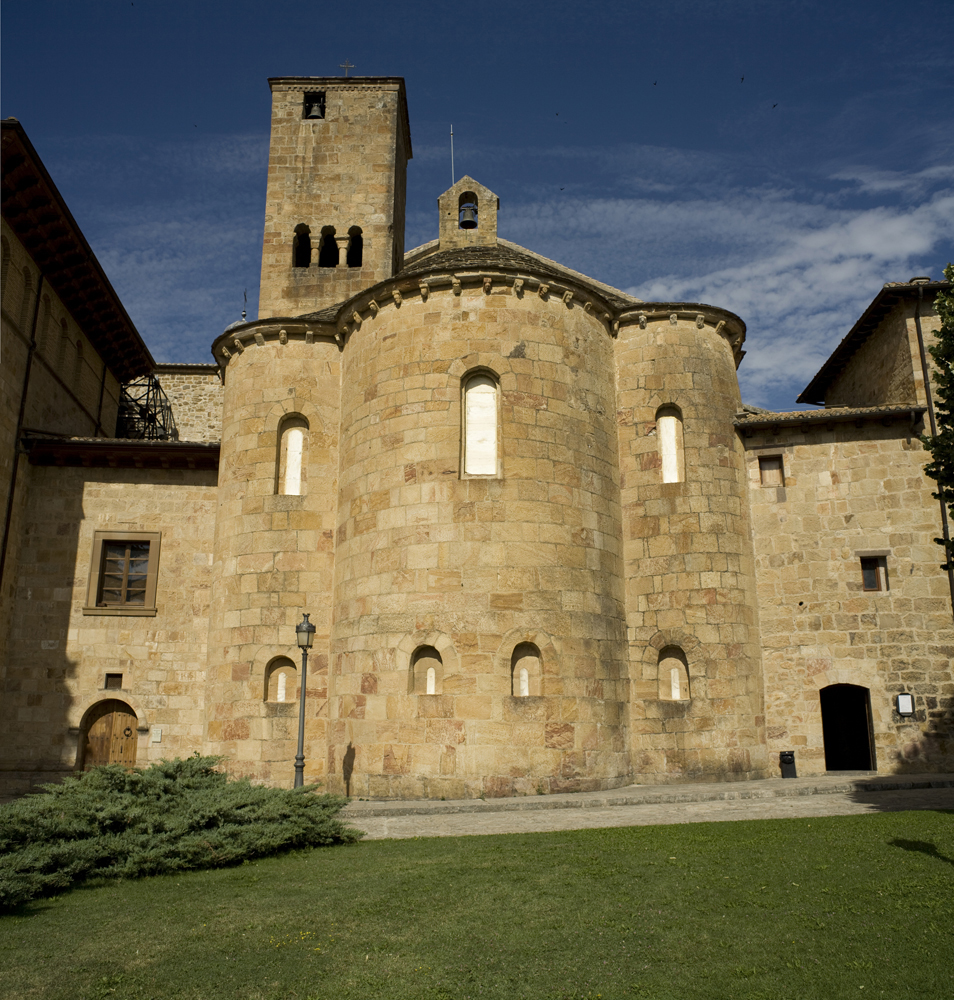
Absis i campanar de Leire
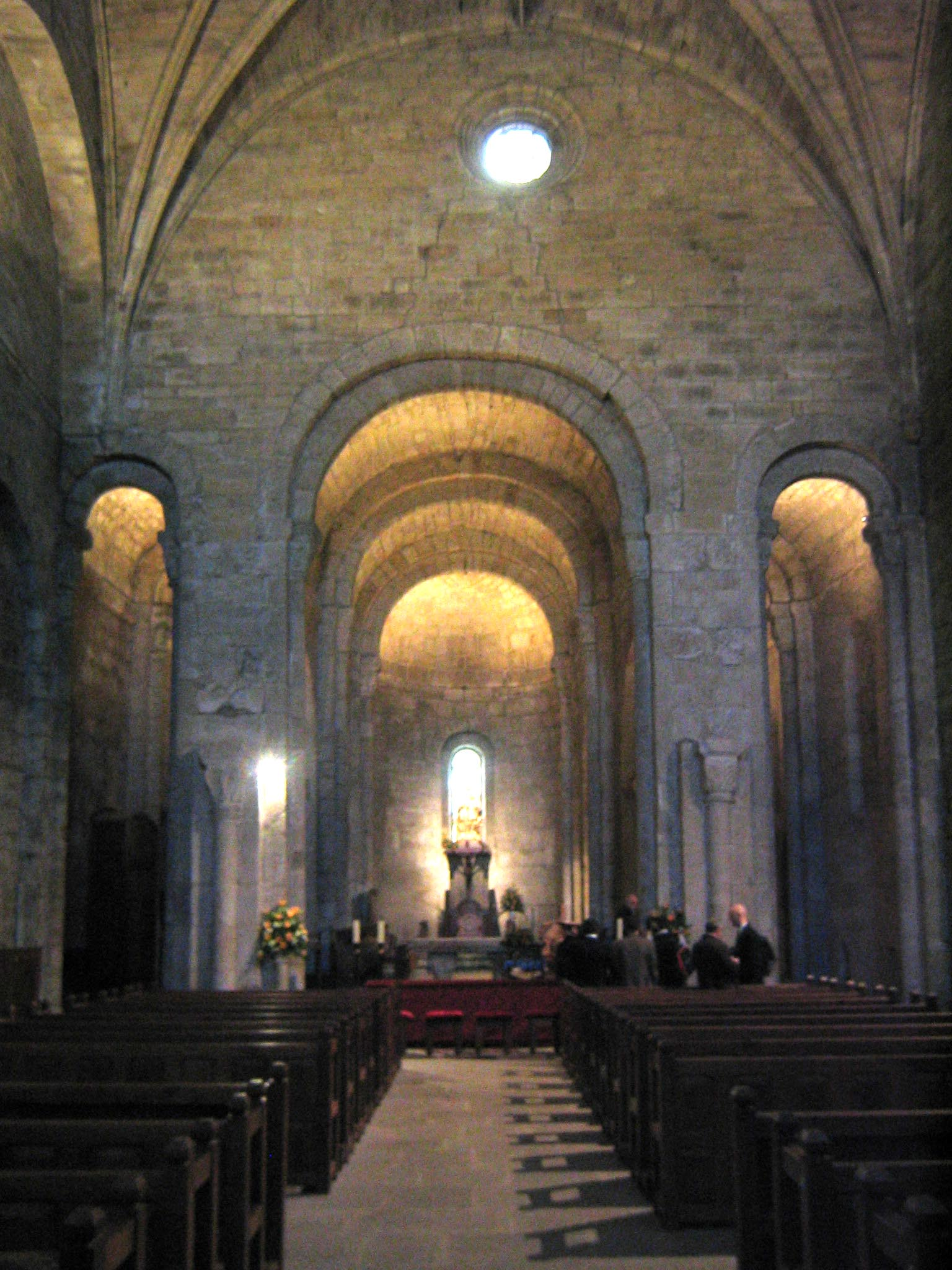
Església del monestir
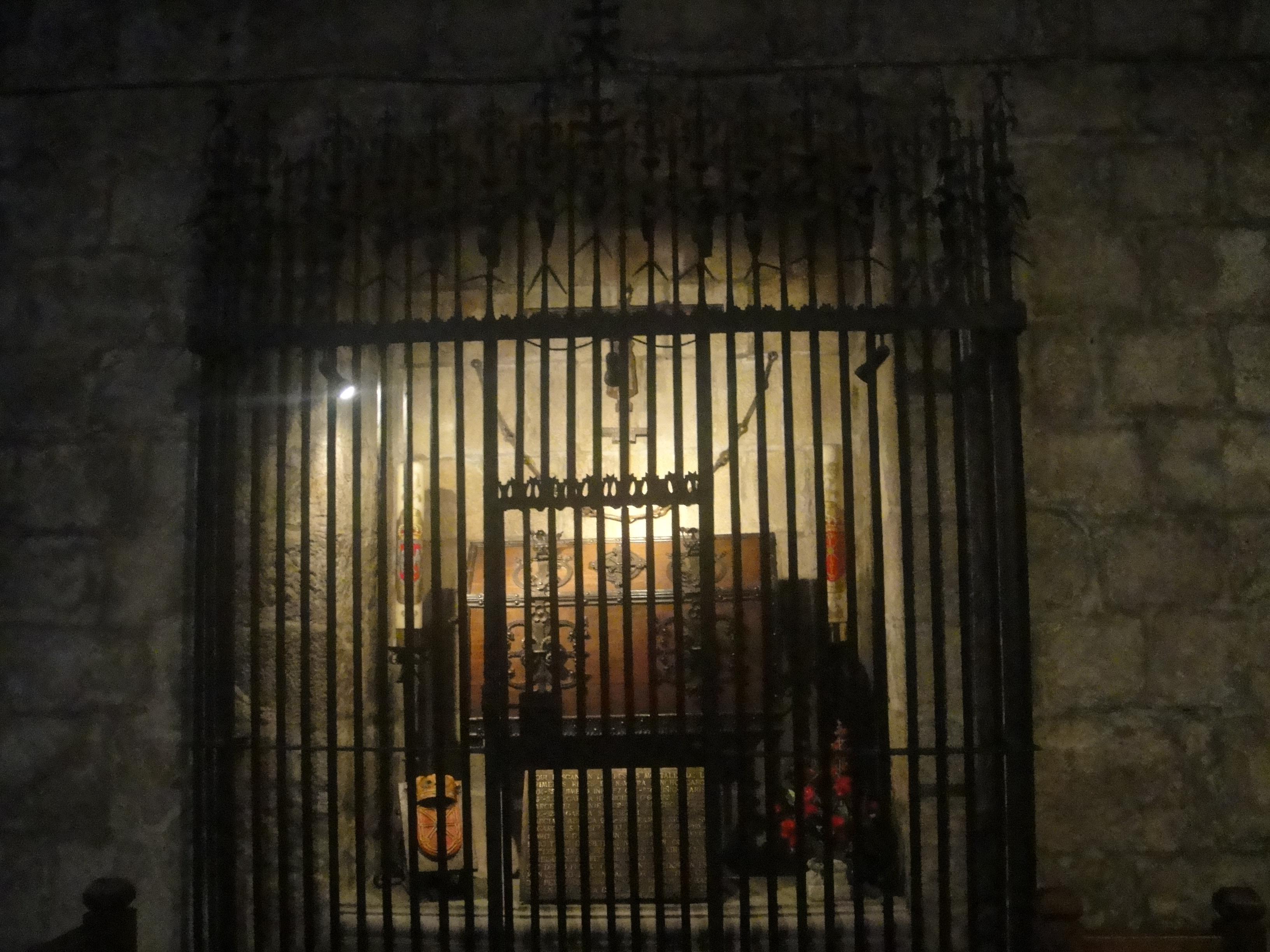
Sepulcre dels reis de Navarra
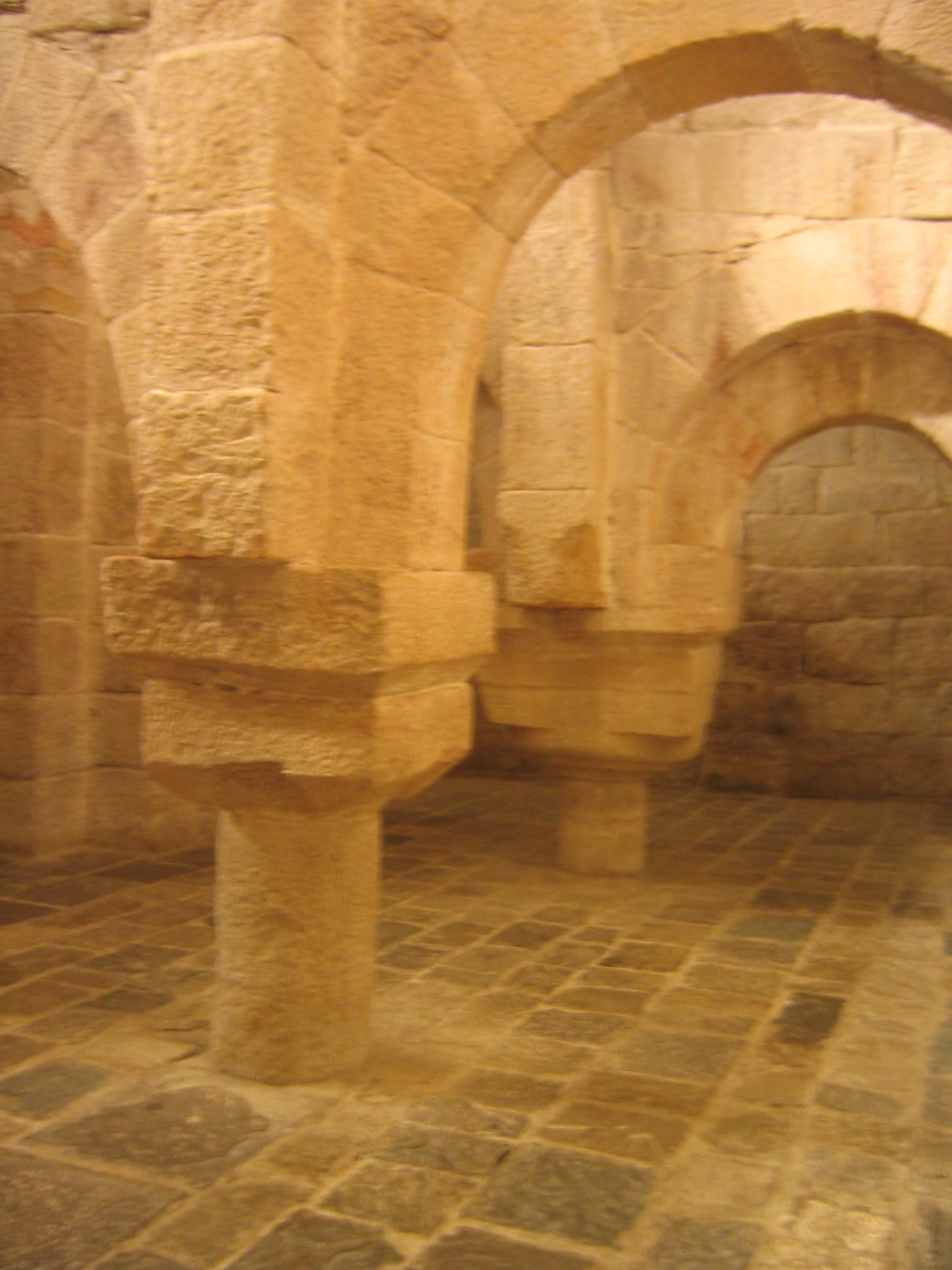
Cripta de l'església
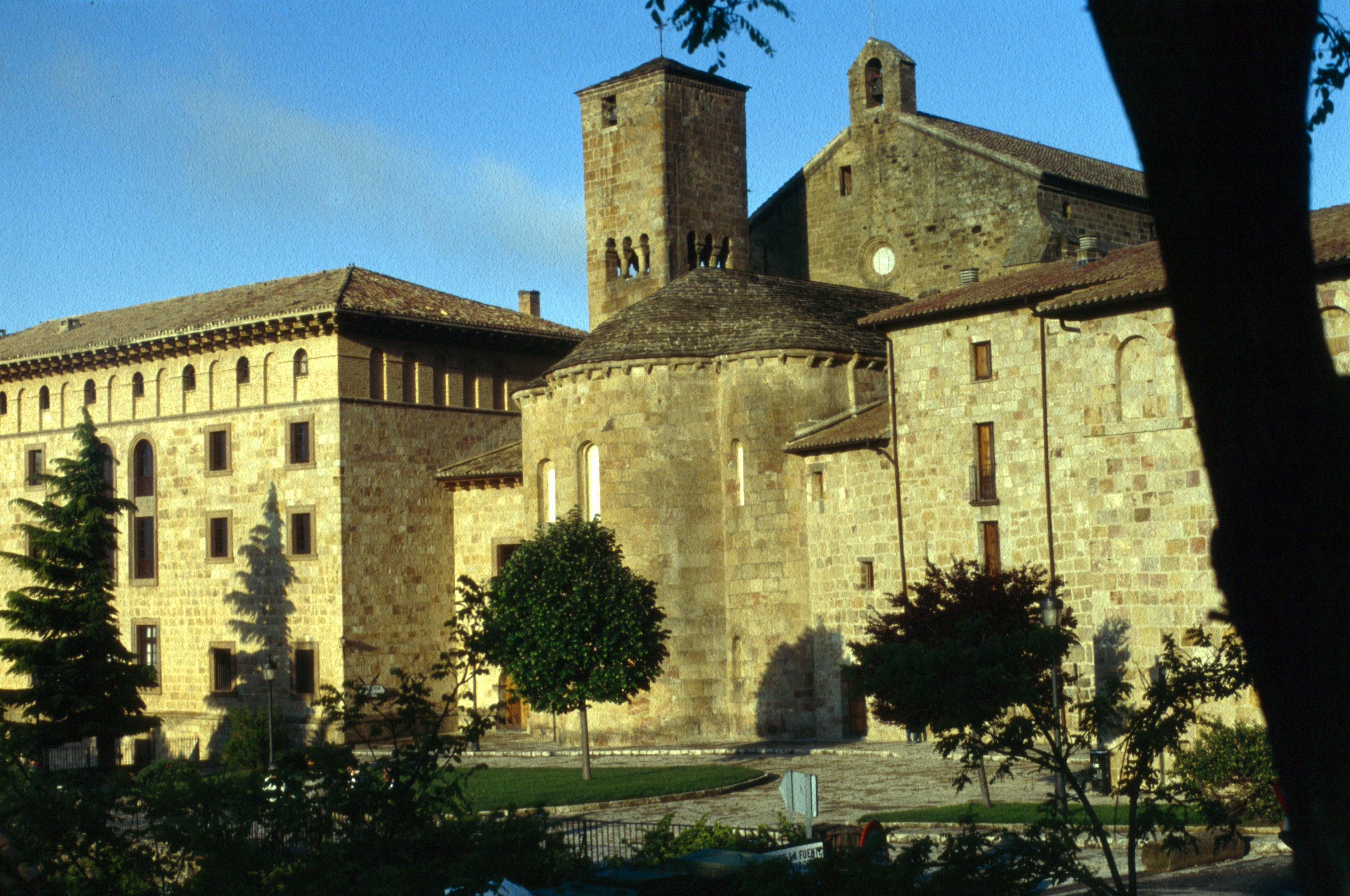
Monestir de Leire